# Legnava
Legnava (allemand : Legenau ) est un village de Slovaquie situé dans la région de Prešov.

## Histoire
Première mention écrite du village en 1427.

## Démographie

### Évolution de la population
| Année:               | 1994. | 2004.    | 2014.    | 2024.    |
| -------------------- | ----- | -------- | -------- | -------- |
| Nombre de personnes: | 193   | 146      | 117      | 87       |
| Différence:          |       | -24,35 % | -19,86 % | -25,64 % |

| Année:               | 2023. | 2024.   |
| -------------------- | ----- | ------- |
| Nombre de personnes: | 90    | 87      |
| Différence:          |       | -3,33 % |